# Adelomelon
Adelomelon is een geslacht van slakken uit de familie van de Volutidae. Het zijn matig grote tot grote zeeslakken die voorkomen in Zuid-Amerika.
De wetenschappelijke naam van het geslacht werd voor het eerst geldig gepubliceerd door William Healey Dall in 1906. Hij stelde Adelomelon voor als de nieuwe naam van de "dofgekleurde groep van Zuid-Amerikaanse Volutidae die gewoonlijk Scaphella worden genoemd, maar niet de Scaphella van Swainson, 1832."

## Soorten
- Adelomelon ancilla ([Lightfoot], 1786)
- Adelomelon beckii (Broderip, 1836)
- Adelomelon riosi Clench & R. D. Turner, 1964

### Uitgestorven / fossiel
- † Adelomelon altum (G. B. Sowerby I, 1846)
- † Adelomelon caupolicani S. Nielsen & Frassinetti, 2007
- † Adelomelon colocoloi S. Nielsen & Frassinetti, 2007
- † Adelomelon obesum (Philippi, 1887)
- † Adelomelon posei F. Scarabino, Martinez, del Río, Oleinik, Camacho & Zinsmeister, 2004
- † Adelomelon reconditum Frassinetti, 2000
- † Adelomelon valdesiense F. Scarabino, Martinez, del Río, Oleinik, Camacho & Zinsmeister, 2004

### Synoniemen
- Adelomelon (Pachycymbiola) Ihering, 1907 => Pachycymbiola Ihering, 1907
  - Adelomelon brasilianum (Lamarck, 1811) => Pachycymbiola brasiliana (Lamarck, 1811)
  - Adelomelon ferussacii (Donovan, 1824) => Pachycymbiola ferussacii (Donovan, 1824)
  - Adelomelon scoresbyanum (Powell, 1951) => Pachycymbiola scoresbyana (Powell, 1951)
- Adelomelon barattinii Klappenbach & Ureta, 1966 => Adelomelon ancilla ([Lightfoot], 1786)
- Adelomelon indigestus Ihering, 1908 => Adelomelon beckii (Broderip, 1836)
- Adelomelon paradoxa (Lahille, 1895) => Odontocymbiola magellanica (Gmelin, 1791)
- Adelomelon subnodosum (Leach, 1814) => Odontocymbiola magellanica (Gmelin, 1791)